# Iradir Pietroski
Iradir Pietroski (Itatiba do Sul) é um técnico agrícola e político brasileiro, filiado ao PTB.